# خدوجة (مغنية)
لالة خدوجة  (1924م - 1984م)، مغنية جزائرية مختصة في طابع أشويق ضمن الموسيقى الأمازيغية. اسمها الحقيقي خدوجة.

## مسيرتها

### النشأة
وُلدت الفنانة «خدوجة» في منطقة القبائل ضمن الجزائر.

### القناة الإذاعية الثانية
التحقت الفنانة «خدوجة» بالإذاعة الجزائرية بواسطة الفنانة يمينة فروجة أعراب خلال عام 1943م في مرحلة تطوير القناة الإذاعية الثانية الناطقة باللغة القبائلية التي كان يرأسها فتح الله بن حسين.
ذلك أنه بعد وفاة الفنانة ونيسة حليمة قديم، كان واجبا على زميلتيها يمينة فروجة أعراب وزينة وردية مهداوي تدعيم القناة الإذاعية الثانية بأصوات نسوية قبائلية جديدة وموهوبة.
فتم استقدام عدد من الفنانات الشابات من طرف يمينة فروجة أعراب، وهن جيدة جيدة ثامقرانث، شريفة، حنيفة، «خدوجة»، وريدة وكل الفنانات اللواتي شكلن «الجوقة النسوية» للقسم الإذاعي القبائلي.
وكان هذا القسم الإذاعي تابعا آنذاك لمؤسسة إذاعة مدينة الجزائر (بالفرنسية: Radio-Alger)‏ التي تم إنشاؤها قبل ذلك خلال عام 1929م.
وإذا كانت الفنانة شريفة قد التحقت بالإذاعة خلال سنة 1945م قبل أن تلتحق بها الفنانتان حنيفة ووريدة حينما كان مقر القناة الإذاعية الثانية في "شارع بيار بيرتيزين (بالفرنسية: Rue Pierre Berthezène)‏"، فإن الفنانتين «خدوجة» ونوارة قد التحقتا بالإذاعة بعد أن انتقل مقرها خلال سنة 1948م إلى "شارع لازار هوش [الفرنسية] (بالفرنسية: Rue Lazare Hoche)‏".
فاجتمعت «خدوجة» مع زميلاتها من أجل تطوير أداء «الإذاعة الجزائرية، قناة الناطقة بالأمازيغية،» في مقرها الجديد.
وساهم معهن الفنان الشيخ نور الدين مزيان [الفرنسية] في تحويل هذا القسم الإذاعي إلى مشتلة ثقافية وطنية تلتقي فيها المواهب الفنية الناطقة باللغة الأمازيغية لإنتاج البرامج الإذاعية والسكاتشات والأغاني.
وفي مقر هذه الإذاعة الأمازيغية، الواقع وقتئذ في "شارع بيار بيرتيزين (بالفرنسية: Rue Pierre Berthezène)‏"، تفتقت قريحة الفنانة «خدوجة» مع زميلتيها الأخريين زينة وردية مهداوي وحسنة على أداء فني وغنائي متميز.
وكانت «مجموعة لالة ونيسة» هي المؤسِّسة الفعلية للغناء الإذاعي القبائلي في الجزائر، وذلك عبر الثلاثي: ونيسة حليمة قديم، ويمينة فروجة أعراب، وزينة وردية مهداوي.
كما كانت تجهيزات هذا القسم الإذاعي، المدعو "محطة لافارج (بالفرنسية: Station Lafarge)‏"، موجودة في قبو "قاعة ابن خلدون (بالفرنسية: Salle Pierre Bordes)‏" آنذاك.
وكانت الأوركسترا الإذاعية التي أسسها الشيخ نور الدين مزيان [الفرنسية] هي التي سمحت لهؤلاء الفنانات في هذه الإذاعة بتسجيل أغانيهن.
وتكونت هذه الأوركسترا من العديد من الموسيقيين الذين من بينهم «الشيخ الناموس»، «سيد علي أحمد مجدول»، و«الحاج منور» الذين أسهموا في إنشاء وإنجاح المسرح الإذاعي [الفرنسية] والأغنية الساخرة [الفرنسية].
فبزغت حينئذ موهبة فنانين إذاعيين آخرين مع «خدوجة» من بينهم «كمال حمادي»، و«يوسف عبجاوي»، و«محند رشيد»، و«رشيد مزيان» تحت إشراف الحاج محمد العنقة.
وصارت الفنانة «خدوجة» محاطة إثر ذلك بكوكبة من الفنانات القبائليات اللواتي من بينهن: زينة وردية مهداوي، وشريفة، وجيدة ثامقرانث، وحنيفة، ووريدة، ويمينة فروجة أعراب.

### الهجرة إلى فرنسا
هاجرت الفنانة «خدوجة» رفقة زميلتها «حنيفة» إلى فرنسا من أجل التأطير الفني لأفراد الجالية الجزائرية في فرنسا.
وهما أولى الفنانات القبائليات، بالإضافة إلى «بهية فرح»، اللواتي أثبتن جدارتهن وفرضن جودة فنهن في أوساط المهاجرين الجزائريين وعائلاتهم.

### الأغاني الثنائية قبل استقلال الجزائر
شاركت الفنانة «خدوجة» مع العديد من الفنانين القبائليين والمعربين في أغاني ثنائية قبل استقلال الجزائر.
ومن أشهر الفنانين الذين شاركت معهم في مشاريع غنائية الفنان «عمراوي ميسوم».

### العودة إلى الجزائر
التحقت الفنانة «خدوجة» بعد عودتها إلى الجزائر بالجوقة الموسيقية التي كانت تشرف عليها الفنانة شريفة.
وكانت هذه الفرقة تضم الفنانات يمينة وأنيسة وجميلة، قبل أن تلتحق بهن «خدوجة».

### تكوين الفنانات الشابات
شاركت الفنانة «خدوجة» مع الفنان «محمد بن حنفي» بعد استقلال الجزائر في عملية تطعيم الساحة الفنية القبائلية بفنانات شابات لتعويض الفنانات المتقاعدات بعد مسيرة فنية ثرية ابتداء من 1924م.

## أغاني أشويق

### أغاني الفنانة خدوجة
تُعتبر الفنانة «خدوجة» من أشهر مغنيات «أشويق»، ومن بين أغانيها المعروفة:
- 1938م: اللهْ اللهْ آمَرْحُوحْ (Allah Allah amerhuh).
- 1941م: آيَسْمَا آرْقَازْ إِيرُوحْ (A yesmma argaz iruh).
- 1947م: يُوسَادْ آعْفِيغَاسْ (Yussad aεfiɣ-as).
- 1950م: آسَّا ذَلْعِيذْ ثَامُوقْرَانْثْ (Assa dhel aïd tamoqrant).
- 1956م: آ ثِيسْلاَثِينْ (A thislathine).

### فيديوهات أغاني خدوجة
- أغنية: اللهْ اللهْ آمَرْحُوحْ (Allah Allah amerhuh) على يوتيوب
- أغنية: آيَسْمَا آرْقَازْ إِيرُوحْ (A yesmma argaz iruh) على يوتيوب
- أغنية: يُوسَادْ آعْفِيغَاسْ (Yussad aεfiɣ-as) على يوتيوب
- أغنية: آسَّا ذَلْعِيذْ ثَامُوقْرَانْثْ (Assa dhel aïd tamoqrant) على يوتيوب
- أغنية: آ ثِيسْلاَثِينْ (A thislathine) على يوتيوب

### مواضيع ذات صلة
- أشويق
- الفن القبائلي
- الموسيقى الأمازيغية
- الإذاعة الجزائرية
- القناة الإذاعية الثانية
- أورار لخالات [القبيلية]
- نوبة لخالات
- أنيسة
- بهية
- جميلة
- جيدة ثامقرانث
- حنيفة
- زينة
- شابحة
- شريفة
- علجية
- نوارة
- ونيسة
- يمينة
- زواوة
- عروش زواوة
- منطقة القبائل
- قائمة الأسماء الأمازيغية
- ولاية الجزائر
- مدينة الجزائر

### وصلات خارجية
- الموقع الرسمي لوزارة الثقافة الجزائرية
- الموقع الرسمي لولاية الجزائر